# UEFA Liga prvaka 1999./2000.
UEFA Liga prvaka 1999./00. je osmo izdanje UEFA Lige prvaka, odnosno 45. izdanje tada zvanog Europskog kupa. Natjecanje je osvojio Real Madrid koji je u finalu svladao Valenciu. Finale se je igralo na stadionu Stade de France u Parizu. 
Natjecanjem su dominirali španjolski predstavnici koji su imali čak tri predstavnika u polufinalu, Real Madrid, Valenciu i Barcelonu. Po prvi puta se se u povijesti tog natjecanja dogodilo da se za trofej bore dva kluba iz iste zemlje.

## Kvalifikacije

### Prvo pretkolo
| Prva momčad           | Rez. | Druga momčad    | 1. ut. | 2. ut. |
| --------------------- | ---- | --------------- | ------ | ------ |
| ÍBV                   | 3:1  | KF Tirana       | 1:0    | 2:1    |
| Liteks Loveč          | 5:0  | Glentoran       | 3:0    | 2:0    |
| Žalgiris Vilnius      | 5:0  | Araks Ararat    | 2:0    | 3:0    |
| HB Tórshavn           | 1:7  | Haka            | 1:1    | 0:6    |
| Partizan              | 10:1 | FC Flora        | 6:0    | 4:1    |
| Jeunesse Esch         | 0:10 | Skonto          | 0:2    | 0:8    |
| Sloga Jugomagnat      | 2:2  | Gäncä           | 1:0    | 1:2    |
| Barry Town            | 2:3  | Valletta        | 0:0    | 2:3    |
| St Patrick's Athletic | 0:10 | Zimbru Kišinjev | 0:5    | 0:5    |

### Drugo pretkolo
| Prva momčad          | Rez.   | Druga momčad      | 1. ut. | 2. ut.   |
| -------------------- | ------ | ----------------- | ------ | -------- |
| Rapid Beč            | 5:0    | Valletta          | 3:0    | 2:0      |
| Anorthosis Famagusta | 3:2    | Slovan Bratislava | 2:1    | 1:1      |
| Partizan             | 6:1    | Rijeka            | 3:1    | 3:0      |
| CSKA Moskva          | 2:4    | Molde             | 2:0    | 0:4      |
| Liteks Loveč         | 5:5(p) | Widzew Łódź       | 4:1    | 1:4(pr.) |
| Haka                 | 1:7    | Rangers           | 1:4    | 0:3      |
| Dinamo Tbilisi       | 2:3    | Zimbru Kišinjev   | 2:1    | 0:2      |
| Dnepr Mogilev        | 0:3    | AIK               | 0:1    | 0:2      |
| Sloga Jugomagnat     | 0:2    | Brøndby           | 0:1    | 0:1      |
| Rapid Bukurešt       | 4:5    | Skonto            | 3:3    | 1:2      |
| Beşiktaş             | 1:1    | Hapoel Haifa      | 1:1    | 0:0      |
| Dinamo Kijev         | 3:0    | Žalgiris Vilnius  | 2:0    | 1:0      |
| ÍBV                  | 1:5    | MTK Hungária      | 0:2    | 1:3      |
| Maribor              | 5:4    | Genk              | 5-1    | 0-3      |

### Treće pretkolo
| Prva momčad     | Rez. | Druga momčad         | 1. ut. | 2. ut.   |
| --------------- | ---- | -------------------- | ------ | -------- |
| Zimbru Kišinjev | 0:2  | PSV Eindhoven        | 0:0    | 0:2      |
| Spartak Moskva  | 5:1  | Partizan             | 2:0    | 3:1      |
| Chelsea         | 3:0  | Skonto               | 3:0    | 0:0      |
| Rapid Beč       | 0:4  | Galatasaray          | 0:3    | 0:1      |
| Fiorentina      | 5:1  | Widzew Łódź          | 3:1    | 2:0      |
| Aalborg BK      | 3:4  | Dinamo Kijev         | 1:2    | 2:2      |
| Rangers         | 2:1  | Parma                | 2:0    | 0:1      |
| Brøndby         | 3:6  | Boavista             | 1:2    | 2:4(pr.) |
| AEK Atena       | 0:1  | AIK                  | 0:0    | 0:1      |
| Hapoel Haifa    | 0:4  | Valencia             | 0:2    | 0:2      |
| Hertha Berlin   | 2:0  | Anorthosis Famagusta | 2:0    | 0:0      |
| Sturm Graz      | 4:3  | Servette             | 2:1    | 2:2      |
| Molde           | 1:1  | Mallorca             | 0:0    | 1:1      |
| Lyon            | 0:3  | Maribor              | 0:1    | 0:2      |
| Croatia Zagreb  | 2:0  | MTK Hungária         | 0:0    | 2:0      |
| Teplice         | 0:2  | Borussia Dortmund    | 0:1    | 0:1      |

## Prva runda natjecanja po skupinama
| Tablica boja                                                |
| ----------------------------------------------------------- |
| Momčadi koje su podebljane prošle su u drugi dio natjecanja |
| Momčadi koje su podebljano kurzivne prošle su u Kup UEFA    |
| Momčadi koje su kurzivne ispale su iz Europskih natjecanja  |

### Skupina A
| Momčad           | Uta. | Pob. | Izj. | Por. | PoG | PrG | GR  | Bod. |
| ---------------- | ---- | ---- | ---- | ---- | --- | --- | --- | ---- |
| Lazio            | 6    | 4    | 2    | 0    | 13  | 3   | +10 | 14   |
| Dinamo Kijev     | 6    | 2    | 1    | 3    | 8   | 8   | 0   | 7    |
| Bayer Leverkusen | 6    | 1    | 4    | 1    | 7   | 7   | 0   | 7    |
| Maribor          | 6    | 1    | 1    | 4    | 2   | 12  | -10 | 4    |

|                  | BAY | DIK | LAZ | MAR |
| ---------------- | --- | --- | --- | --- |
| Bayer Leverkusen | –   | 1:1 | 1:1 | 0:0 |
| Dinamo Kijev     | 4:2 | –   | 0:1 | 0:1 |
| Lazio            | 1:1 | 2:1 | –   | 4:0 |
| Maribor          | 0:2 | 1:2 | 0:4 | –   |

### Skupina B
| Momčad     | Uta. | Pob. | Izj. | Por. | PoG | PrG | GR  | Bod. |
| ---------- | ---- | ---- | ---- | ---- | --- | --- | --- | ---- |
| Barcelona  | 6    | 4    | 2    | 0    | 19  | 9   | +10 | 14   |
| Fiorentina | 6    | 2    | 3    | 1    | 9   | 7   | +2  | 9    |
| Arsenal    | 6    | 2    | 2    | 2    | 9   | 9   | 0   | 8    |
| AIK        | 6    | 0    | 1    | 5    | 4   | 16  | -12 | 1    |

|            | AIK | ARS | BAR | FIO |
| ---------- | --- | --- | --- | --- |
| AIK        | –   | 2:3 | 1:2 | 0:0 |
| Arsenal    | 3:1 | –   | 2:4 | 0:1 |
| Barcelona  | 5:0 | 1:1 | –   | 4:2 |
| Fiorentina | 3:0 | 0:0 | 3:3 | –   |

### Skupina C
| Momčad            | Uta. | Pob. | Izj. | Por. | PoG | PrG | GR | Bod. |
| ----------------- | ---- | ---- | ---- | ---- | --- | --- | -- | ---- |
| Rosenborg         | 6    | 3    | 2    | 1    | 12  | 5   | +7 | 11   |
| Feyenoord         | 6    | 1    | 5    | 0    | 7   | 6   | +1 | 8    |
| Borussia Dortmund | 6    | 1    | 3    | 2    | 7   | 9   | -2 | 6    |
| Boavista          | 6    | 1    | 2    | 3    | 4   | 10  | -6 | 5    |

|           | BOA | DOR | FEY | ROS |
| --------- | --- | --- | --- | --- |
| Boavista  | –   | 1:0 | 1:1 | 0:3 |
| Borussia  | 3:1 | –   | 1:1 | 0:3 |
| Feyenoord | 1:1 | 1:1 | –   | 1:0 |
| Rosenborg | 2:0 | 2:2 | 2:2 | –   |

### Skupina D
| Momčad            | Uta. | Pob. | Izj. | Por. | PoG | PrG | GR | Bod. |
| ----------------- | ---- | ---- | ---- | ---- | --- | --- | -- | ---- |
| Manchester United | 6    | 4    | 1    | 1    | 9   | 4   | +5 | 13   |
| Marseille         | 6    | 3    | 1    | 2    | 10  | 8   | +2 | 10   |
| Sturm Graz        | 6    | 2    | 0    | 4    | 7   | 12  | -5 | 6    |
| Croatia Zagreb    | 6    | 1    | 2    | 3    | 7   | 9   | -2 | 5    |

|                | CRO | MU  | MAR | STG |
| -------------- | --- | --- | --- | --- |
| Croatia Zagreb | –   | 1:2 | 1:2 | 3:0 |
| Manchester     | 0:0 | –   | 2:1 | 2:1 |
| Marseille      | 2:2 | 1:0 | –   | 2:0 |
| Sturm Graz     | 1:0 | 0:3 | 3:2 | –   |

### Skupina E
| Momčad      | Uta. | Pob. | Izj. | Por. | PoG | PrG | GR | Bod. |
| ----------- | ---- | ---- | ---- | ---- | --- | --- | -- | ---- |
| Real Madrid | 6    | 4    | 1    | 1    | 15  | 7   | +8 | 13   |
| Porto       | 6    | 4    | 0    | 2    | 9   | 6   | +3 | 12   |
| Olympiacos  | 6    | 2    | 1    | 3    | 9   | 12  | -3 | 7    |
| Molde       | 6    | 1    | 0    | 5    | 6   | 14  | -8 | 3    |

|             | POR | MOL | OLI | RMA |
| ----------- | --- | --- | --- | --- |
| Porto       | –   | 3:1 | 2:0 | 2:1 |
| Molde       | 0:1 | –   | 3:2 | 0:1 |
| Olympiacos  | 1:0 | 3:1 | –   | 3:3 |
| Real Madrid | 3:1 | 4:1 | 3:0 | –   |

### Skupina F
| Momčad         | Uta. | Pob. | Izj. | Por. | PoG | PrG | GR | Bod. |
| -------------- | ---- | ---- | ---- | ---- | --- | --- | -- | ---- |
| Valencia       | 6    | 3    | 3    | 0    | 8   | 4   | +4 | 12   |
| Bayern München | 6    | 2    | 3    | 1    | 7   | 6   | +1 | 9    |
| Rangers        | 6    | 2    | 1    | 3    | 7   | 7   | 0  | 7    |
| PSV            | 6    | 1    | 1    | 4    | 5   | 10  | -5 | 4    |

|                | BAY | PSV | RAN | VAL |
| -------------- | --- | --- | --- | --- |
| Bayern München | –   | 2:1 | 1:0 | 1:1 |
| PSV Eindhoven  | 2:1 | –   | 0:1 | 1:1 |
| Rangers        | 1:1 | 4:1 | –   | 1:2 |
| Valencia       | 1:1 | 1:0 | 2:0 | –   |

### Skupina G
| Momčad         | Uta. | Pob. | Izj. | Por. | PoG | PrG | GR | Bod. |
| -------------- | ---- | ---- | ---- | ---- | --- | --- | -- | ---- |
| Sparta Prag    | 6    | 3    | 3    | 0    | 14  | 6   | +8 | 12   |
| Bordeaux       | 6    | 3    | 3    | 0    | 7   | 4   | +3 | 12   |
| Spartak Moskva | 6    | 1    | 2    | 3    | 9   | 12  | -3 | 5    |
| Willem II      | 6    | 0    | 2    | 4    | 7   | 15  | -8 | 2    |

|                | BOR | SPA | MOS | WIL |
| -------------- | --- | --- | --- | --- |
| Bordeaux       | –   | 0:0 | 2:1 | 3:2 |
| Sparta Prag    | 0:0 | –   | 5:2 | 4:0 |
| Spartak Moskva | 1:2 | 1:1 | –   | 1:1 |
| Willem II      | 0:0 | 3:4 | 1:3 | –   |

### Skupina H
| Momčad      | Uta. | Pob. | Izj. | Por. | PoG | PrG | GR | Bod. |
| ----------- | ---- | ---- | ---- | ---- | --- | --- | -- | ---- |
| Chelsea     | 6    | 3    | 2    | 1    | 10  | 3   | +7 | 11   |
| Hertha BSC  | 6    | 2    | 2    | 2    | 7   | 10  | -3 | 8    |
| Galatasaray | 6    | 2    | 1    | 3    | 10  | 13  | -3 | 7    |
| Milan       | 6    | 1    | 3    | 2    | 6   | 7   | -1 | 6    |

|             | MIL | CHE | GAL | HER |
| ----------- | --- | --- | --- | --- |
| Milan       | –   | 1:1 | 2:1 | 1:1 |
| Chelsea     | 0:0 | –   | 1:0 | 2:0 |
| Galatasaray | 3:2 | 0:5 | –   | 2:2 |
| Hertha BSC  | 1:0 | 2:1 | 1:4 | –   |

## Druga runda natjecanja po skupinama
| Tablica boja                                                    |
| --------------------------------------------------------------- |
| Momčadi koje su podebljane prošle su u četvrtfinale natjecanja. |
| Momčadi koje su kurzivne eliminirane su Europskih natjecanja.   |

### Skupina A
| Momčad      | Uta. | Pob. | Izj. | Por. | PoG | PrG | GR  | Bod. |
| ----------- | ---- | ---- | ---- | ---- | --- | --- | --- | ---- |
| Barcelona   | 6    | 5    | 1    | 0    | 17  | 5   | +12 | 16   |
| Porto       | 6    | 3    | 1    | 2    | 8   | 8   | 0   | 10   |
| Sparta Prag | 6    | 1    | 2    | 3    | 5   | 12  | -7  | 5    |
| Hertha BSC  | 6    | 0    | 2    | 4    | 3   | 8   | -5  | 2    |

|             | BAR | POR | HER | SPA |
| ----------- | --- | --- | --- | --- |
| Barcelona   | –   | 4:2 | 3:1 | 5:0 |
| Porto       | 0:2 | –   | 1:0 | 2:2 |
| Hertha BSC  | 1:1 | 0:1 | –   | 1:1 |
| Sparta Prag | 1:2 | 0:2 | 1:0 | –   |

### Skupina B
| Momčad            | Uta. | Pob. | Izj. | Por. | PoG | PrG | GR | Bod. |
| ----------------- | ---- | ---- | ---- | ---- | --- | --- | -- | ---- |
| Manchester United | 6    | 4    | 1    | 1    | 10  | 4   | +6 | 13   |
| Valencia          | 6    | 3    | 1    | 2    | 9   | 5   | +4 | 10   |
| Fiorentina        | 6    | 2    | 2    | 2    | 7   | 8   | -1 | 8    |
| Bordeaux          | 6    | 0    | 2    | 4    | 5   | 14  | -9 | 2    |

|            | BOR | FIO | MU  | VAL |
| ---------- | --- | --- | --- | --- |
| Bordeaux   | –   | 0:0 | 1:2 | 1:4 |
| Fiorentina | 3:3 | –   | 2:0 | 1:0 |
| Manchester | 2:0 | 3:1 | –   | 3:0 |
| Valencia   | 3:0 | 2:0 | 0:0 | –   |

### Skupina C
| Momčad         | Uta. | Pob. | Izj. | Por. | PoG | PrG | GR | Bod. |
| -------------- | ---- | ---- | ---- | ---- | --- | --- | -- | ---- |
| Bayern München | 6    | 4    | 1    | 1    | 13  | 8   | +5 | 13   |
| Real Madrid    | 6    | 3    | 1    | 2    | 11  | 12  | -1 | 10   |
| Dinamo Kijev   | 6    | 3    | 1    | 2    | 10  | 8   | +2 | 10   |
| Rosenborg      | 6    | 0    | 1    | 5    | 5   | 11  | -6 | 1    |

|                | BAY | DIK | RMA | ROS |
| -------------- | --- | --- | --- | --- |
| Bayern München | –   | 2:1 | 4:1 | 2:1 |
| Dinamo Kijev   | 2:0 | –   | 1:2 | 2:1 |
| Real Madrid    | 2:4 | 2:2 | –   | 3:1 |
| Rosenborg      | 1:1 | 1:2 | 0:1 | –   |

### Skupina D
| Momčad    | Uta. | Pob. | Izj. | Por. | PoG | PrG | GR | Bod. |
| --------- | ---- | ---- | ---- | ---- | --- | --- | -- | ---- |
| Lazio     | 6    | 3    | 2    | 1    | 10  | 4   | +6 | 11   |
| Chelsea   | 6    | 3    | 1    | 2    | 8   | 5   | +3 | 10   |
| Feyenoord | 6    | 2    | 2    | 2    | 7   | 7   | 0  | 8    |
| Marseille | 6    | 1    | 1    | 4    | 2   | 11  | -9 | 4    |

|           | CHE | FEY | LAZ | MAR |
| --------- | --- | --- | --- | --- |
| Chelsea   | –   | 3:1 | 1:2 | 1:0 |
| Feyenoord | 1:3 | –   | 0:0 | 3:0 |
| Lazio     | 0:0 | 1:2 | –   | 5:1 |
| Marseille | 1:0 | 0:0 | 0:2 | –   |

## Drugi dio natjecanja
|  | Četvrtfinale      | Četvrtfinale   |             |   | Polufinale | Polufinale |  |  | Finale | Finale |
|  |                   |                |             |   |            |            |  |  |        |        |
|  |                   |                |             |   |            |            |  |  |        |        |
|  |                   |                |             |   |            |            |  |  |        |        |
|  | Real Madrid       | 3              |             |   |            |            |  |  |        |        |
|  | Real Madrid       | 3              |             |   |            |            |  |  |        |        |
|  | Manchester United | 2              |             |   |            |            |  |  |        |        |
|  | Manchester United | 2              | Real Madrid | 3 |            |            |  |  |        |        |
|  |                   |                | Real Madrid | 3 |            |            |  |  |        |        |
|  |                   | Bayern München | 2           |   |            |            |  |  |        |        |
|  | Porto             | Bayern München | 2           | 2 |            |            |  |  |        |        |
|  | Porto             |                |             | 2 |            |            |  |  |        |        |
|  | Bayern München    | 3              |             |   |            |            |  |  |        |        |
|  | Bayern München    | 3              | Real Madrid | 3 |            |            |  |  |        |        |
|  |                   |                | Real Madrid | 3 |            |            |  |  |        |        |
|  |                   | Valencia       | 0           |   |            |            |  |  |        |        |
|  | Valencia          | Valencia       | 0           | 5 |            |            |  |  |        |        |
|  | Valencia          |                |             | 5 |            |            |  |  |        |        |
|  | Lazio             | 3              |             |   |            |            |  |  |        |        |
|  | Lazio             | 3              | Valencia    | 5 |            |            |  |  |        |        |
|  |                   |                | Valencia    | 5 |            |            |  |  |        |        |
|  |                   | Barcelona      | 3           |   |            |            |  |  |        |        |
|  | Chelsea           | Barcelona      | 3           | 4 |            |            |  |  |        |        |
|  | Chelsea           |                |             | 4 |            |            |  |  |        |        |
|  | Barcelona (pr.)   | 6              |             |   |            |            |  |  |        |        |
|  | Barcelona (pr.)   | 6              |             |   |            |            |  |  |        |        |

### Četvrtfinale
Prvi četvrtfinalni susreti odigrani su 4. i 5. travnja, a uzvrati 18. i 19. travnja 2000.
| Prva momčad | Rez. | Druga momčad      | 1. ut. | 2. ut.    |
| ----------- | ---- | ----------------- | ------ | --------- |
| Real Madrid | 3:2  | Manchester United | 0:0    | 3:2       |
| Porto       | 2:3  | Bayern München    | 1:1    | 1:2       |
| Chelsea     | 4:6  | Barcelona         | 3:1    | 1:5 (pr.) |
| Valencia    | 5:3  | Lazio             | 5:2    | 0:1       |

### Polufinale
Prve su utakmice igrane 2. i 3. svibnja 2000., dok su uzvrati odigrani 9. i 10. svibnja.
| Prva momčad | Rez. | Druga momčad   | 1. ut. | 2. ut. |
| ----------- | ---- | -------------- | ------ | ------ |
| Valencia    | 5:3  | Barcelona      | 4:1    | 1:2    |
| Real Madrid | 3:2  | Bayern München | 2:0    | 1:2    |

### Finale
| 24. svibnja 2000.                    |             |          |                                                         |
| Real Madrid                          | 3:0         | Valencia | Stade de France, Pariz Sudac: Stefano Braschi (Italija) |
| Morientes 39' McManaman 67' Raúl 75' | (izvještaj) |          | Stade de France, Pariz Sudac: Stefano Braschi (Italija) |

| UEFA Liga prvaka Pobjednici 1999./2000. |
| --------------------------------------- |
|                                         |
| Real Madrid C.F. (osmi naslov)          |

## Vanjske poveznice
- Sezona 1999./2000. na službenoj stranici UEFA-e
- Europski klupski rezultati u RSSSF.com